# Roann
Roann – miasto w Stanach Zjednoczonych, w stanie Indiana, w hrabstwie Wabash.